# 美叶蒿
美叶蒿（学名：Artemisia calophylla）为菊科蒿属的植物，是中国的特有植物。分布于中国大陆的青海、贵州、云南、四川、西藏、广西等地，生长于海拔1,600米至3,000米的地区，常生长在针阔混交林下、林缘、田边或河岸边沙地等，目前尚未由人工引种栽培。